# Zaira aurigera
Zaira aurigera là một loài ruồi trong họ Tachinidae.